# Trattato di Chicago

L'area tradizionale degli Anishinaabe—Anishinini, incluso il Consiglio dei Tre Fuochi, presso la regione dei Grandi Laghi (c. 1650 - 1820)

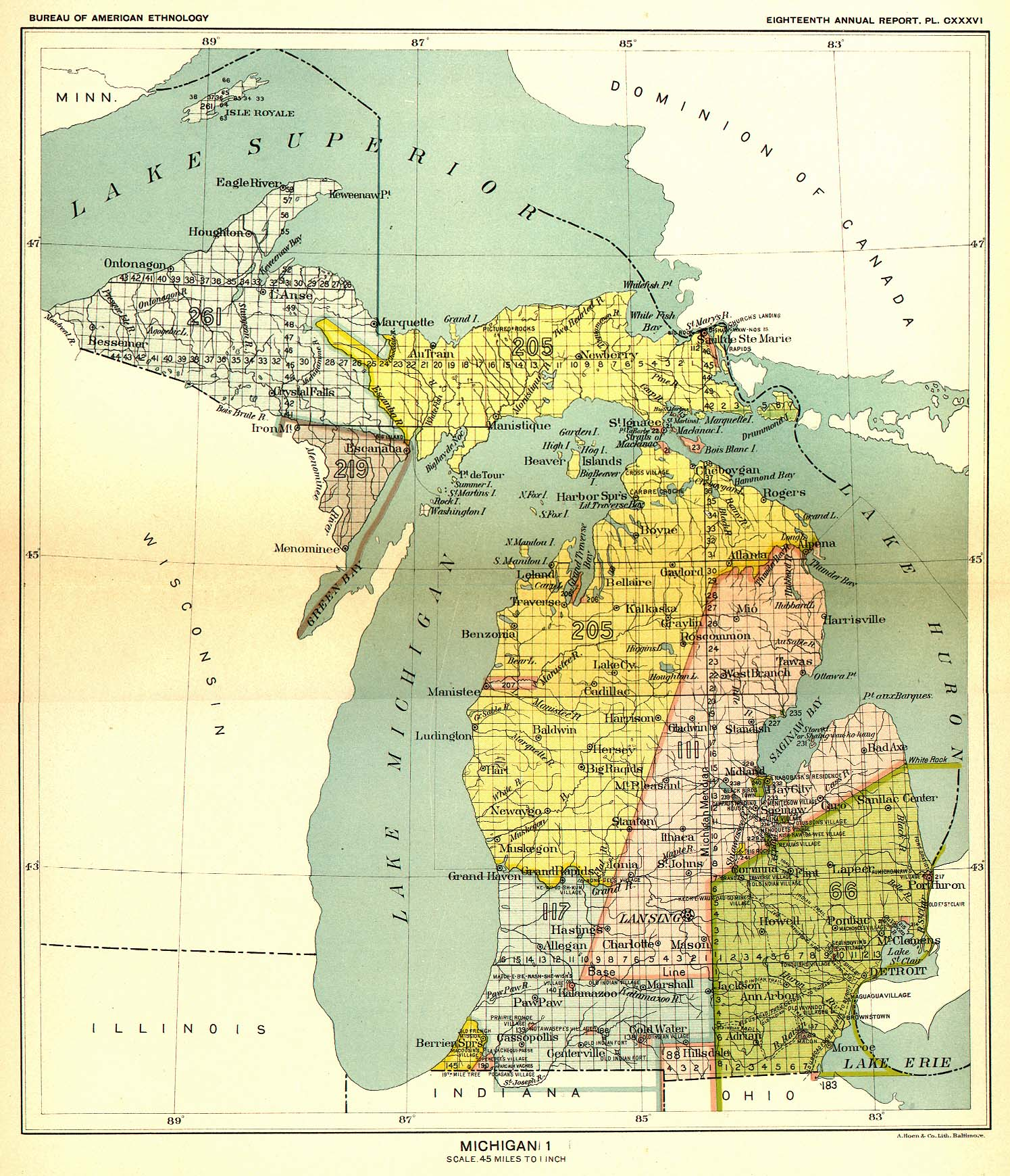
Il trattato del 1821 cedette l'area a forma di L grigia a sudovest del Michigan, oltre alle terre della costa meridionale del Lago Michigan.

Col termine di Trattato di Chicago ci si può riferire a due trattati composti e siglati nell'insediamento che successivamente divenne la città di Chicago, tra gli Stati Uniti ed i popoli Odawa (anglicizzato in Ottawa), Ojibwe (anglicizzato in Chippewa) e Bodéwadmi (anglicizzato in Potawatomi) (collettivamente, Consiglio dei Tre Fuochi), tutte tribù di nativi americani. Il primo trattato venne siglato nel 1821 mentre il secondo nel 1833.

## Antefatto
Nel 1795, come postilla al Trattato di Greenville, la Confederazione Occidentale degli indiani d'America concesse agli Stati Uniti sei miglia di terra presso la foce del fiume Chicago. Questa disposizione venne permessa anche nel Trattato di St. Louis del 1816, che cedette ulteriori terre agli Stati Uniti, sempre nell'area di Chicago, incluso l'attuale Chicago Portage.

## Il trattato di Chicago del 1821
Il primo trattato di Chicago venne siglato dal governatore del territorio del Michigan, Lewis Cass e Solomon Sibley per gli Stati Uniti ed i rappresentanti dei popoli Odawa, Ojibwe e Potawatomi (Consiglio dei Tre Fuochi) il 29 agosto 1821, e proclamato ufficialmente il 25 marzo 1822. Il trattato cedeva agli Stati Uniti tutte le terre del territorio del Michigan a sud del Grand River con l'eccezione di alcune piccole riserve. Quello ceduto dai nativi americani era un tratto di terra oggi compreso tra le città di Detroit e Chicago (attraverso gli stati dell'Indiana e dell'Illinois), lungo la costa meridionale del Lago Michigan.
Il capo potawatomi, Metea, tenne il seguente discorso in difesa delle sue terre al momento della firma del Trattato di Chicago:
Mio padre,—Sottoscriviamo ciò che abbiamo detto. Ora dobbiamo ritirarci ai nostri accampamenti e consultarci su di esso. [Questa era una forma comune per tutti i nativi americani. Una volta riunito il consiglio, Metea continuò.] Ci siamo trovato qui con voi oggi perché lo abbiamo promesso, per dirvi ciò che pensiamo, e ciò che abbiamo concordato tra noi. Voi ci ascolterete di buon grado e crederete a ciò che diremo. Voi sapete che noi per primi giungemmo in queste terre, tanto tempo fa, e che noi ci siamo qui insediati, ma qui abbiamo incontrato anche molte difficoltà e durezze della vita. Il nostro paese è molto grande, ma oggi si è ridotto a un piccolo spazio, e voi volete appropriarvene! Questo fatto ci ha fatto pensare molto su quanto ci avete detto; e per questo abbiamo convocato tutti i capi ed i guerrieri, i giovani e le donne e i bambini della nostra tribù [...]. Voi conoscete i vostri figli. In un primo momento vi ascoltano con orecchie attente e ascoltano i vostri consigli. Ogni qual volta avete avuto una proposta da sottoporci, ogni qualvolta ci avete chiesto un favore, noi abbiamo sempre avuto un orecchio favorevole alle vostre cose e la nostra invariabile risposta è sempre stata "si". Questo lo sapete! È passato molto tempo da quando per primi siamo venuti in queste terre, e i nostri vecchi sono scesi nelle loro tombe. Seppur giovani o pazzi, non faremmo mai nulla senza la loro approvazione. Temiamo l'offesa ai loro spiriti, se noi vendessimo le nostre terre; e temiamo di dover offendere voi, se noi non lo facessimo. Questo ci ha indotto in gravi perplessità, per questo ci siamo consigliati tra di noi, ma non sapevamo che fare. Il nostro paese ci è stato dato dal Grande Spirito, che ce lo ha concesso per la caccia, per la coltivazione, per viverci e per costruirvi i letti su cui morire. E non ci perdonerebbe mai se noi lo dessimo via. Quando per la prima volta ci parlaste delle nostre terre a St. Mary, avevamo ben poco da dire, e vi vendemmo un pezzo di quella terra; ma non possiamo fare molto di più. Ora ce lo chiedete ancora. Non siete mai soddisfatti! Vi abbiamo venduto ancora un grande appezzamento di terra, ma questo non è ancora abbastanza! Noi ve l'abbiamo venduto a beneficio vostro e dei vostri bambini, per coltivarlo e vivervi. Ora quel poco che abbiamo lo vogliamo per noi stessi. Non sappiamo per quanto ancora vivremo, e vogliamo avere delle terre perché i nostri figli vi possano cacciare. Voi gradualmente vi state prendendo tutti i nostri terreni di caccia. I vostri figli si stanno anteponendo a noi. Stiamo diventando scomodi. Le terre che avete, le terrete per sempre; ma noi non ne venderemo più. Pensate, però, al fatto che io parlo con animosità, ma il mio cuore vuole solo il vostro bene. Parlo come uno dei vostri figli. Io sono un indiano, un pellerossa, e vivo di caccia e di pesca, ma il mio paese è già troppo piccolo, e io non so dove crescere i miei figli, se vi concedo questa [terra]. Vi abbiamo venduto un buon tratto di terra a St. Mary. Vi dicemmo all'epoca che era sufficiente a soddisfare i vostri figli e che sarebbe stato l'ultimo che avremmo potuto vendervi, e noi pensammo fosse l'ultimo che ci avreste chiesto. Fu quello che venne deliberato in consiglio tra noi e ciò che io ho detto è voce della mia nazione. Su queste cose il mio popolo è qui convenuto per ascoltarmi, ma con questo non penso che abbiamo una cattiva opinione di voi. Dovremmo avere una cattiva considerazione di voi? Vi parliamo con buon cuore e con sentimenti di amicizia. Voi state acquisendo con questi pezzi di terra un paese dove vivere. Dovremmo arrenderci? Prendete nota, è un piccolo pezzo di terra, se lo sprechiamo cosa rimarrà di noi? Il Grande Spirito, che ce lo ha provveduto, ci consente di tenercelo, per crescervi i nostri giovani ed in supporto alle nostre famiglie. Andremo incontro alla sua rabbia, se lo tradiremo così. Se avessimo più terra ne potreste ottenere di più anche voi, ma le nostre terre sono state disperse da quando il popolo bianco è divenuto nostro vicino di casa [...]. Vi trovate in mezzo ai vostri figli pellerossa. Che ci interessa del denaro, noi vogliamo e abbiamo ricevuto questo posto, e null'altro vogliamo. Vi diamo le mani. Guadate i nostri guerrieri, le nostre donne e i nostri bambini. Abbiate pietà di noi e delle nostre parole.

## Trattato di Chicago del 1833
Il secondo trattato di Chicago consentì agli Stati Uniti di ottenere tutte le terre ad ovest del Lago Michigan sino al Lago Winnebago, nell'attuale Wisconsin. Il trattato includeva territori oggi parte dell'Illinois inoltre. I nativi americani (Potawatomi) in cambio ricevettero la promessa di vari pagamenti in contatti e territori nell'area ad ovest del fiume Mississipi.
Nella cerimonia conclusiva del trattato nel 1835, appena prima dell'evacuazione dei nativi americani dell'area, cinquecento guerrieri entrarono nella nascente città di Chicago (fondata nel 1833). Questi, nei vestiti delle grandi occasioni e con il tomahawk in mano, danzarono per l'ultima volta la danza della guerra a Chicago.